# Vinnie Moore

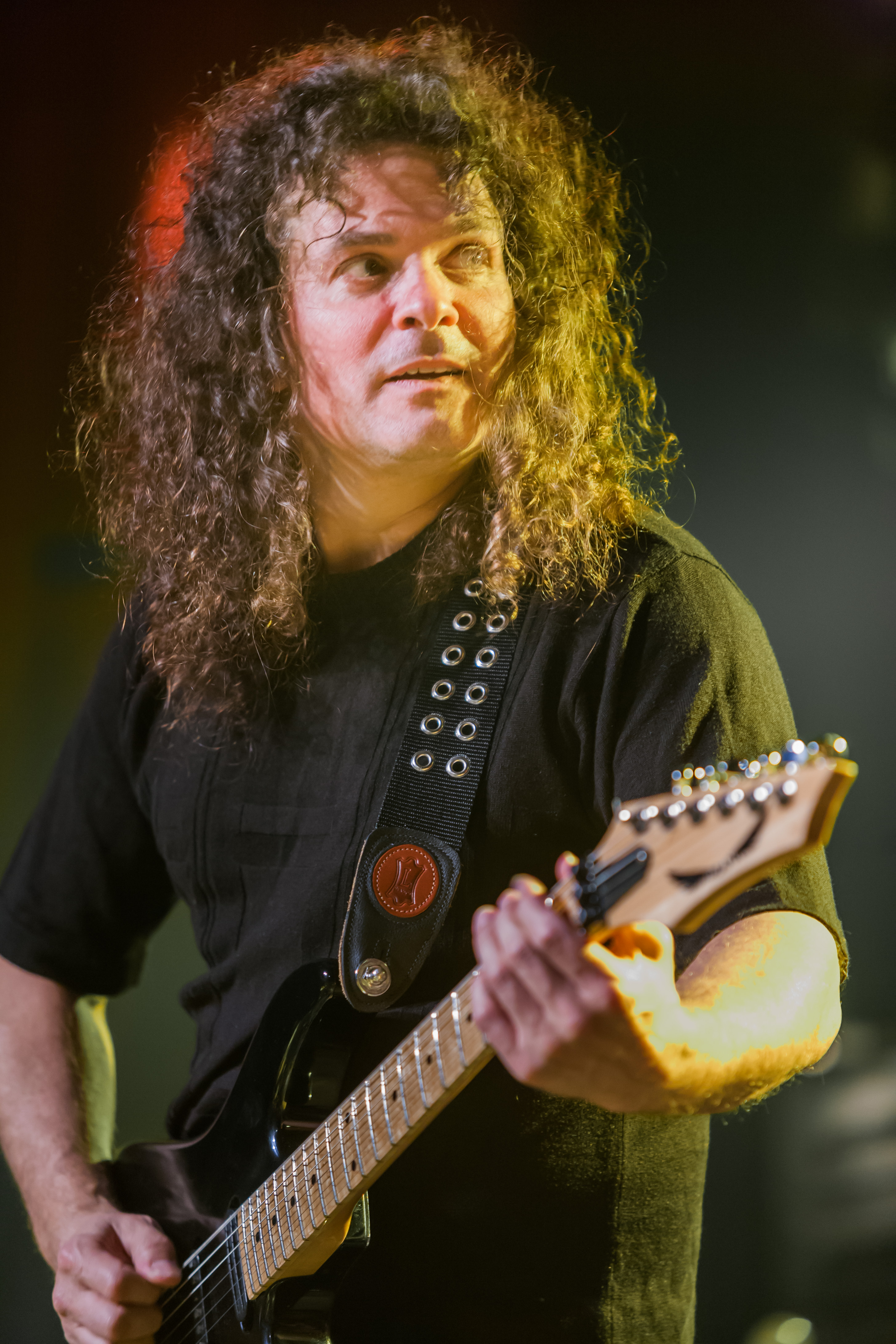
Vinnie Moore, 2007

Vinnie Moore (* 14. April 1964 in New Castle, Delaware) ist ein US-amerikanischer Fusion- bzw. Shredding-Gitarrist.
Bekanntheit erlangte er durch seine Soloalben mit melodischer, instrumentaler Rockmusik. Er wirkt aber auch als Gitarrist für andere Metal- und Rockbands. Von 2003 bis zur Auflösung 2022 war Moore Gitarrist der britischen Hard-Rock-Band UFO.

## Biografie
Vinnie Moore fing mit 12 Jahren an, Gitarre zu spielen und trat drei Jahre später seiner ersten Band bei. Entdeckt wurde er von Mike Varney, dem Gründer und Produzent der Plattenfirma Shrapnel Records, der ihn in der Kolumne „Spotlight“ des Magazins Guitar Player positiv erwähnte. Dieses Ereignis führte zu einem Vertrag mit Pepsi für einen Werbespot. Seit der Veröffentlichung seines Debüt-Albums Mind’s Eye 1986 ging seine Karriere steil bergauf.
Neben seinem Soloprojekt spielte Moore auch auf dem Vicious-Rumors-Album Soldiers of the Night von 1985, auf dem Alice-Cooper-Album Hey Stoopid von 1991 und auf dem 1994 erschienenen Deep-Purple-Tributealbum Smoke on the Water. 2004 spielte er zudem als Gastmusiker auf dem Album Rhythm of Time des Dream-Theater-Keyboarders Jordan Rudess sowie ein paar Jahre später als Studiogitarrist auf dem Album D.E.V.O.L.U.T.I.O.N. der deutschen Thrash-Metal-Band Destruction, wobei erwähnenswert ist, dass die musikalische Beziehung zwischen dem Destruction-Bandleader Schmier und Moore auf der Frankfurter Musikmesse hergestellt wurde.
Hot Licks Productions veröffentlichte außerdem zwei Gitarren-Lehrvideos von Moore: Advanced Lead Guitar Techniques (1987) und Speed, Accuracy, & Articulation (1989).
Seit 2003 war Vinnie Moore Gitarrist der Hard-Rock-Band UFO, wo er den abermals ausgestiegenen Michael Schenker ersetzte. Moore wirkte dort an den Alben You Are Here von 2004 sowie dem 2006 erschienenen The Monkey Puzzle mit und unternahm mit der Band in der Folgezeit mehrere (Welt-)Tourneen, auf der 2005 in Wilhelmshaven der Livemitschnitt Showtime entstand. 2009 spielte er das Album The Visitor sowie 2012 Seven Deadly ein. 2015 folgte A Conspiracy Of Stars und 2017 das Coveralbum The Salentino Cuts.

## Alben

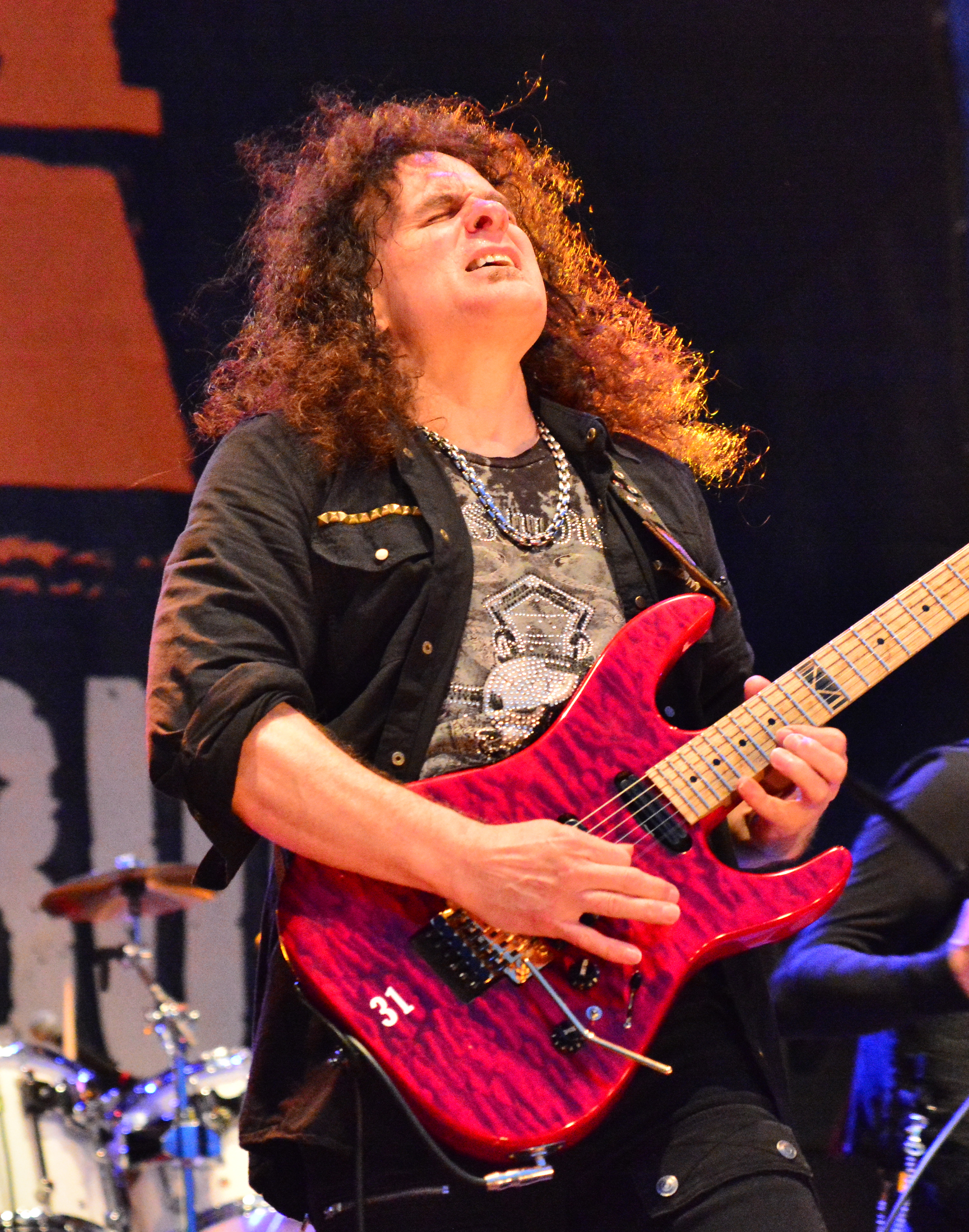
Vinnie Moore, 2015

### Soloalben
- Mind’s Eye (1986)
- Time Odyssey (1988)
- Meltdown (1991)
- Out of Nowhere (1996)
- The Maze (1999)
- Live! (2000), live aufgenommen 1999
- Defying Gravity (2001)
- To The Core (2009)
- Aerial Visions (2015)
- Soul Shifter (2019)
- Double Exposure(2022)

### Mit Bands
- Vicious Rumors – Soldiers of the Night (1985)
- UFO – You Are Here (2004)
- UFO – Showtime (2006), live aufgenommen 2005
- UFO – The Monkey Puzzle (2006)
- UFO – The Visitor (2009)
- UFO – Seven Deadly (2012)
- UFO – A Conspiracy Of Stars (2015)
- UFO – The Salentino Cuts (2017)

### Gastauftritte als Studiomusiker
- Alice Cooper – Hey Stoopid (1991)
- Jordan Rudess – Rhythm of Time (2004)
- Destruction – D.E.V.O.L.U.T.I.O.N. (2008)
- Ronnie James Dio – Dream On (2003)